# ユニアヌス・ユスティヌス
マルクス・ユニアニウス（もしくはユニアヌス）・ユスティヌス（羅: Marcus Junianius (or Junianus) Justinus 、生没年不詳）は、ラテン語での著述を残したローマ帝国の歴史家。

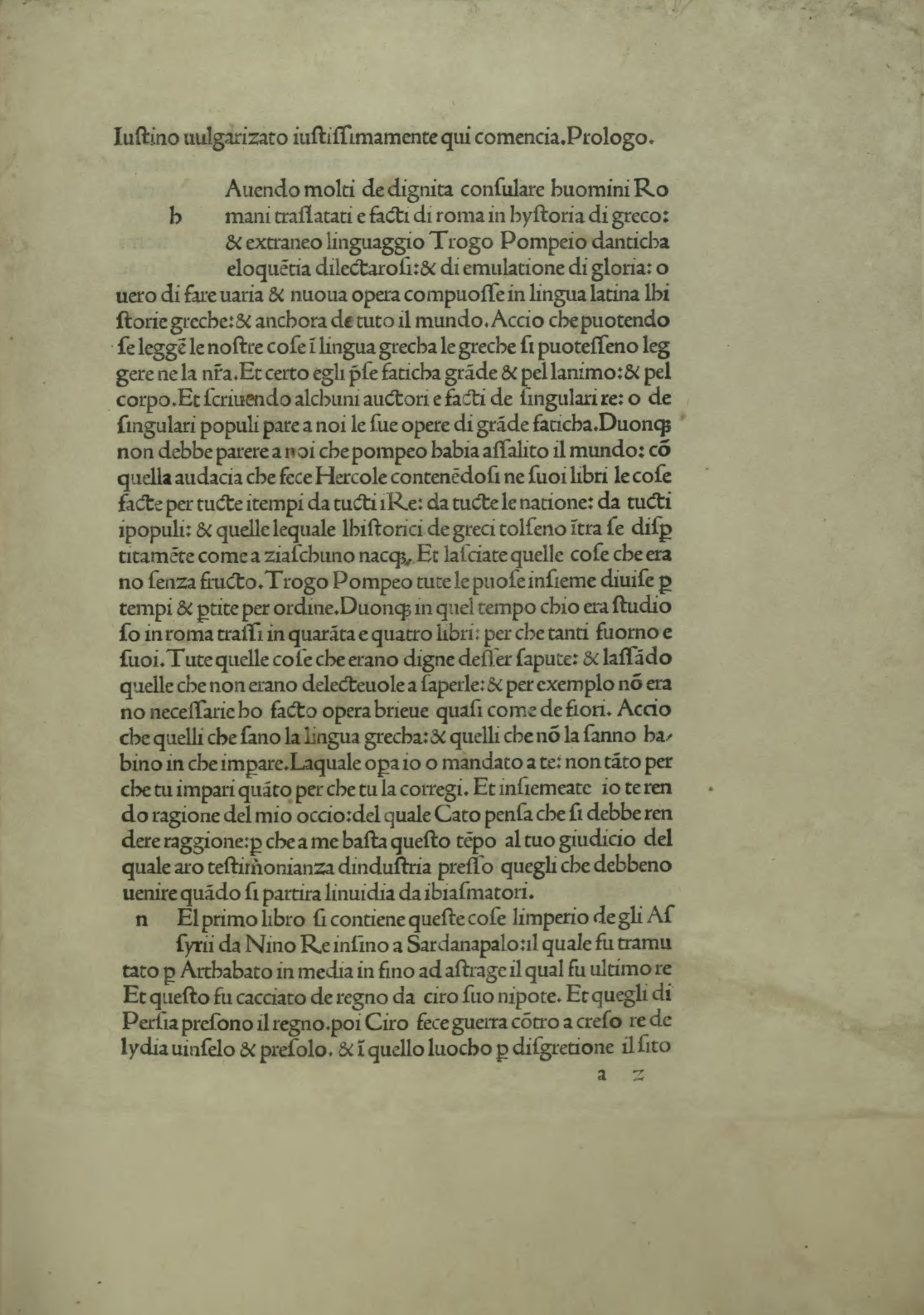
Epitome historiarum Trogi Pompeii

## 経歴
ユスティヌスの名は彼自身が記した歴史書のタイトルに載っているものだけが示しており、彼自身の経歴については詳しく知られていない。ユスティヌスの著書『ピリッポス史（Historiarum Philippicarum libri XLIV）』（邦訳では『地中海世界史』）は、ポンペイウス・トログスによってアウグストゥスの時代に書かれた長編である『Historiae philippicae et totius mundi origines et terrae situs』の中の、最も重要で興味深い節の要約であると、その序文で彼自身により表現されている。
ユスティヌスが生きた年代は明らかではないが、トログスの後に生きたことは間違いない。ユスティヌスは「世界がローマ人とパルティア人で二分されている」と書いており、これはおそらくトログスの時代のことであり、サーサーン朝が興隆した3世紀以降では時代に齟齬が生じる。ラテン語の変化は緩やかだったが、ユスティヌスの言葉は2世紀の時代のものと見られている。ロナルド・セイムは『ローマ皇帝群像』が編纂された直前の390年頃と主張しており、読み手が上記の部分をトログスの時代を表すものであって、彼ら自身のものではないと理解すれば、時代錯誤は生じないという。
トログスの原文は失われているが、プリニウスを初めとする著述家によって文章についての議論や『prologi』がまとめられている。トログスの著書における主題はマケドニア王朝の歴史と興隆についてだったが、ユスティヌスはかなり奔放で、本筋から外れた手法で記しており、ありふれた摘要書ではなく自由な選集にまとまっている。
ブリタニカ百科事典の第11版では、彼の歴史書は価値のある情報を十分含んでおり、その文体は完璧には程遠いが明快で上品であるとしている。この書は中世で多く使われたが、著者は時折ユスティノスと間違えられていた。

## 日本語訳
- 『地中海世界史』 ポンペイウス・トログス／ユスティヌス

合阪學 訳、京都大学学術出版会〈西洋古典叢書〉、1998年。ISBN 4876981078